# Partigrupper i Europaparlamentet
| EPP       | 188 |
| S&D       | 136 |
| PfE       | 86  |
| ECR       | 80  |
| Renew     | 75  |
| G/EFA     | 53  |
| Vänstern  | 46  |
| ESN       | 26  |
| Grupplösa | 30  |

Nuvarande mandatfördelning efter partigrupp i Europaparlamentet

Partigrupper i Europaparlamentet, formellt politiska grupper, är partigrupper bestående av ledamöter av Europaparlamentet med samma politiska tillhörighet. Ledamöterna är organiserade i dessa partigrupper och inte efter nationalitet. Ledamöterna är placerade i kammaren – från vänster till höger – efter vilken partigrupp de tillhör.
För att bilda en partigrupp krävs minst 23 ledamöter som valts från minst sju medlemsstater (minst en fjärdedel av det totala antalet medlemsstater). Partigrupperna ger ledamöterna större inflytande än om de väljer att sitta bland de grupplösa.
Under Europaparlamentets historia har en enskild partigrupp aldrig själv besuttit egen majoritet i kammaren. Istället har parlamentet präglats av hoppande majoriteter. En stor koalition mellan de två största partigrupperna Europeiska folkpartiets grupp (kristdemokrater) (EPP-gruppen) och Gruppen Progressiva förbundet av socialdemokrater i Europaparlamentet (S&D-gruppen) har inneburit att talmannen under större delen av parlamentets historia har kommit från någon av dessa båda grupper.
I regel är varje partigrupp knuten till ett eller flera europeiska politiska partier. Partigrupperna i Europaparlamentet och de europeiska politiska partierna är dock skilda organisationer med olika uppgifter och funktioner. Medan partigrupperna fyller uteslutande en intern funktion inom Europaparlamentet, har de europeiska politiska partierna till uppgift att bidra till att skapa ett europeiskt politiskt medvetande och till att uttrycka unionsmedborgarnas vilja.

## Nuvarande partigrupper
|  | Namn                                                                  | Ideologier                                                          | Europeiskt parti                                                              |
|  | --------------------------------------------------------------------- | ------------------------------------------------------------------- | ----------------------------------------------------------------------------- |
|  | Europeiska folkpartiets grupp (kristdemokrater)                       | Kristdemokrati, konservatism, liberalkonservatism, pro-europeisk    | Europeiska folkpartiet Europeiska kristna politiska rörelsen                  |
|  | Gruppen Progressiva alliansen av socialdemokrater i Europaparlamentet | Socialdemokrati, pro-europeisk                                      | Europeiska socialdemokratiska partiet                                         |
|  | Gruppen Patrioter för Europa                                          | Nationalkonservatism, högerpopulism, euroskepticism                 | Patriots.eu Europeiska kristna politiska rörelsen                             |
|  | Gruppen Europeiska konservativa och reformister                       | Nationalkonservatism, mjuk euroskepticism, anti-federalism          | Europeiska konservativa och reformister Europeiska kristna politiska rörelsen |
|  | Gruppen Renew Europe                                                  | Liberalism, socialliberalism, konservativ liberalism, pro-europeisk | Alliansen liberaler och demokrater för Europa Europeiska demokratiska partiet |
|  | Gruppen De gröna/Europeiska fria alliansen                            | Grön ideologi, regionalism, pro-europeisk                           | Europeiska gröna partiet Europeiska fria alliansen                            |
|  | Vänstergruppen i Europaparlamentet                                    | Demokratisk socialism, mjuk euroskepticism                          | Europeiska vänsterpartiet                                                     |
|  | Gruppen Europa av suveräna nationer                                   | Ultranationalism, högerpopulism, euroskepticism                     | Europa av suveräna nationer                                                   |

## Historia
De första tre partigrupperna i Europaparlamentet bildades den 23 juni 1953. Dessa var ”Socialistgruppen”, ”Kristdemokratiska gruppen” och ”Gruppen liberaler och deras samarbetspartner”. Efter ett antal namnbyten och ombildningar ledde dessa grupper fram till det som i dag är Gruppen Progressiva förbundet av socialdemokrater i Europaparlamentet (S&D-gruppen), Europeiska folkpartiets grupp (kristdemokrater) (EPP-gruppen) respektive Gruppen Renew Europe (Renew-gruppen).
Icke-liberala ledamöter i den liberala gruppen lämnade gruppen 1965 för att bilda ”Gruppen Europeiska demokratiska unionen”, som senare utvecklades till Gruppen Unionen för nationernas Europa (UEN-gruppen). När konservativa från Danmark och Storbritannien tillkom 1973 bildades en ny grupp under namnet ”Gruppen Europeiska konservativa”, som ändrade namn till ”Gruppen Europademokrater” efter det första valet 1979 och som slutligen slog sig samman med den kristdemokratiska gruppen 1993. Denna grupp återuppstod dock efter valet 2009, när en fraktion inom den kristdemokratiska gruppen bröt sig ur och bildade Gruppen Europeiska konservativa och reformister (ECR-gruppen).
1973 bildades också ”Gruppen kommunister och deras samarbetspartner”, som splittrades i två grupper mellan 1989 och 1993. Gruppen utgörs i dag av Vänstergruppen i Europaparlamentet. Starten på den gröna gruppen påbörjades efter valet 1979 och ledde fram till det som i dag är Gruppen De gröna/Europeiska fria alliansen (G/EFA-gruppen), som även innefattar regionalistiska ledamöter från Europeiska fria alliansen. Efter valet 1994 bildades också en renodlat euroskeptisk grupp, som senare utvecklades till Gruppen Frihet och direktdemokrati i Europa (EFDD-gruppen). Denna upplöstes dock efter valet 2019.
En högerpopulistisk grupp bildades efter valet 1984 under namnet ”Gruppen Europeiska högern” och existerade fram till valet 1994. En liknande grupp uppstod 2007 under knappt ett års tid, när högerextrema ledamöter från framför allt Belgien, Bulgarien, Frankrike och Rumänien bildade Gruppen Identitet, tradition och suveränitet (ITS-gruppen). Knappt ett år efter valet 2014 bildades återigen en högerpopulistisk grupp, som efter valet 2024 ombildades till Gruppen Patrioter för Europa (PfE-gruppen). Efter valet 2024 bildades även en annan högerpopulistisk grupp, Gruppen Europa av suveräna nationer (ENS-gruppen).

## Krav och förmåner
Särskilda krav finns uppsatta i Europaparlamentets arbetsordning för att en grupp av ledamöter ska få bilda en partigrupp. Detta innefattar att gruppen består av minst 23 ledamöter som valts från minst sju medlemsstater (minst en fjärdedel av det totala antalet medlemsstater). I vissa fall kan talmanskonferensen ge undantag för en grupp som inte längre uppfyller kraven, att fortsätta att existera fram till nästa val till Europaparlamentet. När en ny partigrupp har bildats måste det anmälas till Europaparlamentets talman, som sedan tillkännager bildandet i kammaren.
Partigrupperna ger ledamöterna större inflytande än om de väljer att sitta bland de grupplösa, inte minst eftersom en partigrupp erhåller finansiellt stöd för att bland annat kunna bistås av ett eget sekretariat. Deltagande i en partigrupp ger också ökad talartid. Under första delen av en debatt fördelas talartiden jämnt mellan partigrupperna och de grupplösa, medan den under den andra delen fördelas i proportion till varje partigrupps storlek. Turordningen mellan partigrupperna följer deras storlek. Efter den del av debatten som följer en förutbestämd talarlista, följer i sin tur en del då talmannen fördelar en minuts talartid till varje ledamot som vill delta i debatten.
Att tillhöra en partigrupp förpliktar inte ledamöterna att rösta i enlighet med gruppens officiella ståndpunkt, utan varje ledamot har ett obundet mandat.

## Sammansättning och funktionssätt

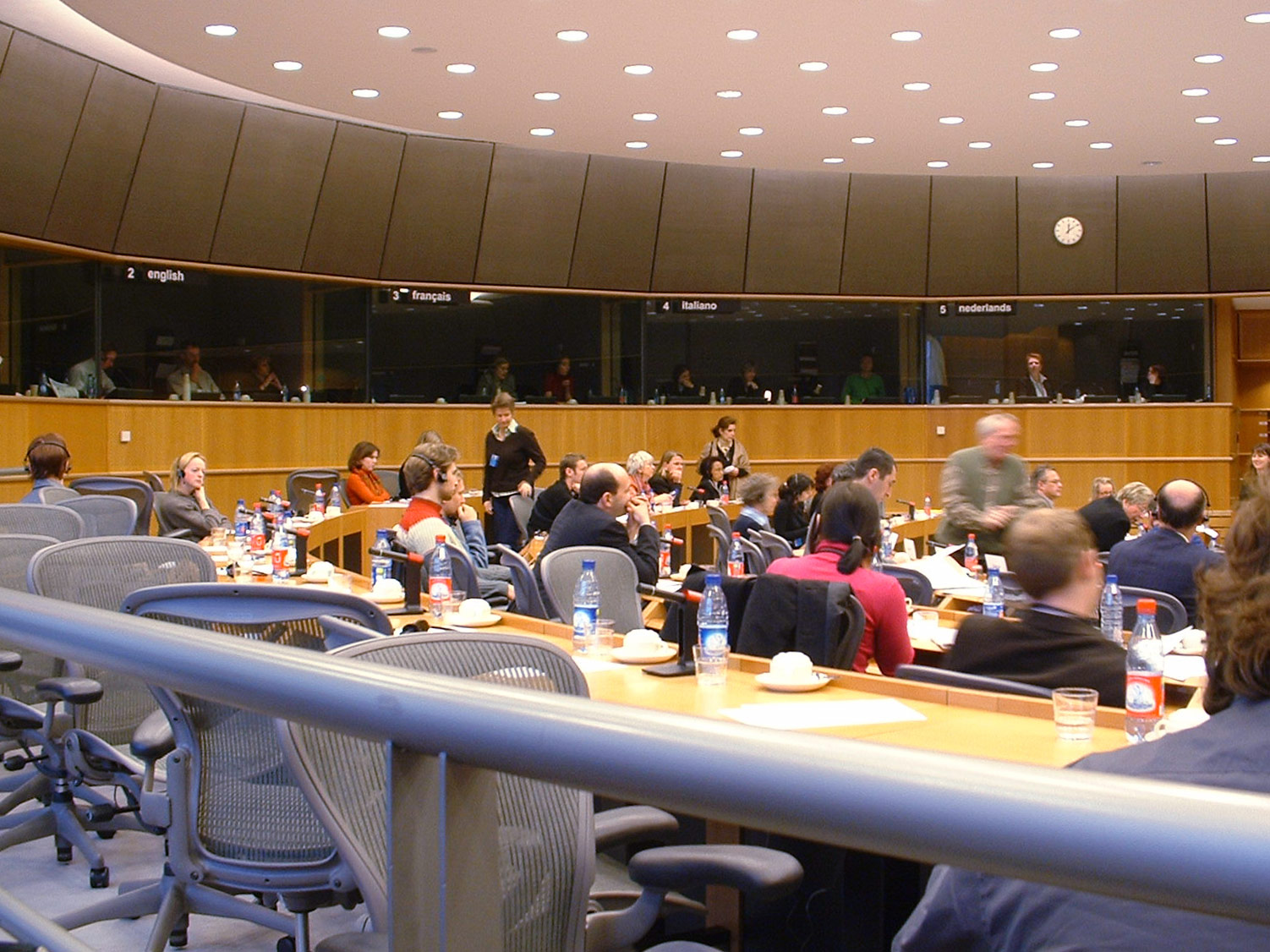
Ett gruppsammanträde i G/EFA-gruppen.

Varje partigrupp leds av en eller två gruppledare, som ingår i talmanskonferensen. Talmanskonferensen leds av Europaparlamentets talman och ansvarar för bland annat parlamentets arbetsordning, dess yttre förbindelser, utarbetandet av föredragningslistor och andra administrativa och organisatoriska frågor. Även en grupplös ledamot deltar i talmanskonferensen, men saknar rösträtt.
Gruppledarna bistås av var sitt presidium inom partigruppen. Varje presidium består av gruppledare, vice gruppledare och ett antal övriga ledamöter. Dess storlek varierar från grupp till grupp. Varje partigrupp har också tillgång till ett sekretariat. Även de grupplösa har tillgång till ett eget sekretariat.
I kammaren sitter ledamöterna från en och samma partigrupp tillsammans. Deras gruppledare sitter längst fram, närmast talmannen. Innan omröstningarna i kammaren behandlar partigrupperna utskottens betänkanden och har möjlighet att lämna ändringsförslag.

## Relation till europeiska politiska partier
En partigrupp kan vara associerad med ett eller flera europeiska politiska partier, även om detta inte är ett krav. De europeiska politiska partierna har till uppgift att bidra till att skapa ett europeiskt politiskt medvetande och till att uttrycka unionsmedborgarnas vilja. De fyller därmed en annan funktion än partigrupperna i Europaparlamentet. De europeiska politiska partierna fungerar som sammanhållande och samordnande organisationer för sina nationella medlemspartier från de olika medlemsstaterna. De organiserar bland annat valrörelser inför val till Europaparlamentet och sammanträden mellan politiker från bland annat Europaparlamentet, Europeiska rådet och Europeiska kommissionen. Partigrupperna, å andra sidan, är interna organisationer inom Europaparlamentet uteslutande ämnade för sina egna ledamöter.
Även i de fall då ett eller flera europeiska politiska partier är associerade med en partigrupp, kan enskilda ledamöter i den partigruppen välja att stå utanför det europeiska politiska partiet. Ett europeiskt politiskt parti kan också ha ledamöter i flera olika partigrupper.

## Tvärpolitiska grupper
Utöver partigrupperna kan ledamöterna i Europaparlamentet bilda tvärpolitiska grupper, som förenar ledamöter med olika politiska tillhörigheter i syfte att utbyta åsikter om särskilda frågor mellan de olika partigrupperna. De tvärpolitiska grupperna kan inte uttala sig på parlamentets vägnar. De får inte heller använda sig av parlamentets eller partigruppernas officiella logotyper eller på annat sätt agera på ett sätt som kan leda till att de sammanblandas med parlamentets officiella organ.
För att få bilda en tvärpolitisk grupp krävs stöd från minst tre partigrupper. Varje partigrupp får stödja ett visst antal tvärpolitiska grupper. Antalet avgörs av gruppens antal ledamöter i parlamentet och fastställs i början av varje mandatperiod.
En av de största tvärpolitiska grupperna är den tvärpolitiska gruppen för HBTQ-rättigheter, med över hundra ledamöter. Därutöver finns tvärpolitiska grupper för bland annat att tillvarata rättigheter för personer med en funktionsnedsättning, ungdomsfrågor samt djurskydd. Allt ekonomiskt och logistiskt stöd som en tvärpolitisk grupp mottar måste redovisas öppet.